# Jakobus und die Frauen
Jakobus und die Frauen ist ein Roman des österreichischen Schriftstellers Franz Karl Ginzkey (1871–1963), der erstmals 1908 erschien.
Bei dem Roman handelt es sich um eines der frühen Werke des Neuromantikers Ginzkey. Der Roman behandelt stark autobiographisch gefärbt das Werden eines Dichters und dessen Beziehung zu den Frauen. Die Schauplätze des Romans, Istrien, Braunau am Inn und Salzburg, waren auch für Ginzkeys Jugend bestimmend. Das Buch enthält eine Liebeserklärung an die Stadt Salzburg, in der der Autor lange Jahre gelebt hatte:

„Denn das Antlitz dieser wunderbaren Stadt bezaubert jeden, der es zum ersten Mal erblickt. Es ist wie das Antlitz einer schönen Frau: du siehst sie erwachen aus unruhig gewordenem Morgenschlummer, und zitternd heben sich die Schleier von den verträumten Zügen, die angeglüht und umkühlt sind vom Morgenrot; und höher steigt die Sonne, und das wachsende Tageslicht erweckt allmählich den stolzen Glanz dieser siegreichen Schönheit; sie hebt das edle Haupt zur Mittagshöhe und schaut hinaus auf die fernen Berge, hinaus auf die lachende Ebene; nun ist sie ganz entfaltet zu tagheller Schönheit, die Mittagsglocken läuten ihr Loblied von allen Türmen; und allmählich, wie der Tag sich neigt, erblasst die Stärke des Lichtes, und an Stelle des Stolzes tritt die Wehmut; sie schwebt aus vergangenen Zeiten herbei, sie steigt aus den Gräbern und Grüften, sie dringt aus purpurn angeglühten Mauern, und dann, wenn die Sonne versunken ist, ertönt das silberne Glockenspiel, und silbern erglänzt der Abendstern. Hier stand die Wiege Mozarts.“

## Inhalt
In einem kleinen österreichischen Gebirgsdorf namens Friedberg wird der Held des Romans, Jakobus Fiedler, geboren. Die erste Frau in seinem Leben, seine Mutter, stirbt aber bei der Geburt. Der Vater lässt den Sohn in den ersten Jahren bei einer alten Frau in der Stadt aufwachsen, nimmt ihn dann aber zu sich und will ihn mit eigenwilligen Erziehungsmethoden nach seiner Façon formen. Er ist ein stiller Junge, dem die mütterliche Liebe fehlt, der viel zu Hause ist und gerne liest. Eines Tages kommt eine große Mädchengruppe zu einem Erholungsurlaub in das Dorf, die Jakobus fasziniert beobachtet. Eines der Mädchen läuft auf ihn zu und schenkt ihm einen Ring, verschwindet dann aber sofort wieder. Obwohl dieser Ring völlig wertlos ist, bewahrt ihn Jakobus sorgfältig auf.
Als ihm auch der Vater stirbt ist Jakobus Waise. Man beratschlagt nun, was mit dem Kind geschehen solle. Der Bruder des Bürgermeisters, der im Marinewesen der istrischen Küstenstadt Pola beschäftigt ist und mit einer Italienerin verheiratet ist, nimmt ihn in Kost. In der völlig fremden Umgebung geht er nun zur Schule. Er hat sein eigenes Zimmer, liest weiterhin sehr viel und ist ein guter Schüler. Als er die Schwester eines seiner Mitschüler kennenlernt, verliebt er sich in sie und sucht den Kontakt zu ihrer Familie. Er freundet sich mit dem leichtsinnigen Tomaso an, um so immer wieder Gelegenheit zu haben, Maria zu sehen. Es ist eine völlig unschuldige und idealistische Liebe, die er zu ihr hegt. Als die Mutter merkt, dass Jakobus mehr als Freundschaft zu ihrer Tochter empfindet, da schickt sie diese zu Verwandten in eine andere Stadt. Jakobus, der inzwischen von seinem Ziehvater an die Kadettenschule gegeben worden war, will auf Maria warten und stellt sich eine gemeinsame Zukunft mit ihr vor. Als er sie nach langer Zeit jedoch wiedersieht, da ist sie schwanger und er tief enttäuscht.
Er macht nun in Salzburg seine Offiziersausbildung. Dort ist er in einem Zimmer mit Mirko Milanowitsch, mit dem er lange Gespräche über Gott und die Welt führt und mit dem er befreundet ist. Dieser arrangiert ein Treffen mit einer Bekannten und deren Freundin. Die beiden Paare feiern einen unbeschwerten Abend und Jakobus verbringt die Nacht mit Hansi. Die Nähe zu dieser Frau tut ihm gut, aber seine idealen Ansichten melden sich bei ihm, und er redet Hansi zu, nicht solch ein Leben zu führen. Sie weint und hält sich in Zukunft von ihm fern.
Milanowitsch gerät in der Folge in eine schwierige Situation und vertraut sich Jakobus an. Er hat die Bekanntschaft von Elisabeth gemacht, die von ihrem Vater verstoßen worden war und sich zu Milanowitsch geflüchtet hat. Sie lebt bei ihm im Geheimen und darf sich der Schande wegen nicht auf die Straße trauen. Jakobus verspricht, den beiden einen Besuch abzustatten, um der Frau ein wenig Gesellschaft zu leisten. Milanowitsch ist zwischen der Liebe zu Elisabeth und seiner Karriere als Offizier hin- und hergerissen; seine Lage scheint aussichtslos. Jakobus lernt Elisabeth als arme und gutherzige Frau kennen. Aber Milanowitsch gerät mit einem anderen Soldaten aneinander und muss sich duellieren. Als er im Sterben liegt, gelingt es Jakobus für Elisabeth eine Nothochzeit mit Milanowitsch zu erwirken, so dass sie zumindest nicht in Schande weiterleben muss.
Als er für einige Tage nach Braunau abkommandiert wird, lernt Jakobus bei der Eisenbahnfahrt Dora kennen. Sie ist Klavierlehrerin und lebt mit ihrer kranken Mutter in Braunau. Der angehende Dichter und die belesene und kluge Frau verlieben sich ineinander. Sie scheint die Frau fürs Leben für Jakobus zu sein. Aber Dora ist mittellos und Jakobus müsste seine Offizierslaufbahn aufgeben und in einem bürgerlichen Beruf versuchen, Geld zu verdienen. Bei Doras Eltern war es genauso gewesen, und sie haben ein kümmerliches und unglückliches Leben geführt. Seit der Vater gestorben ist, haben sich die Frauen alleine durchs Leben geschlagen. Doras Mutter unterbindet daher die Beziehung und Dora fügt sich schweren Herzens den Umständen. Jakobus versucht noch einige Male Dora umzustimmen, doch es ist vergeblich.
Lange Zeit versinkt Jakobus in Schwermut und Trauer. Er trifft wieder auf Hansi und lässt sich von dieser trösten. Dann endlich lernt er zufällig den alten Dichter Anselm Roter kennen, der in Salzburg wohnt. Ihn hat Jakobus schon bisher geschätzt. Die beiden Männer kommen sich näher. Der alte Dichter mit seiner abgeklärten Lebensweisheit kann Jakobus tatsächlich helfen. Er erzählt ihm von seinen Liebesgeschichten und von seinem Leid, aber auch von seiner Kindheit und Jugend. Durch einen unglaublichen Zufall kennt Roter das kleine Mädchen, das Jakobus einst ihren Ring geschenkt hatte. Sie war blind und wurde von Roters Schwester aufgezogen, starb aber bereits vor einiger Zeit.
Am Ende verhilft der alte Dichter seinem jungen Kollegen zu einer Lebensheiterkeit, die über das persönliche Leid hinausragt. Auch wenn die erhoffte dauerhafte Beziehung nicht möglich wird, so wird Jakobus auch das kurze Glück schätzen und weiterhin nach den Frauen streben. Am Schluss sagt Roter:

„Indessen wollen wir auch all der anderen gedenken, der Schönen und Guten, die jemals gewesen sind. Unsäglich war das Glück. Sie sollen gesegnet sein. Unsäglich war das Leid. Sie sollen nicht minder gesegnet sein. Des Lebens bestes Wunder geschieht uns von den Frauen.“

## Rezeption
Eine positive Rezension des Romans Jakobus und die Frauen im Salzburger Volksblatt im Februar 1908 beantwortete der Dichter Georg Trakl nur wenige Monate später mit einem Verriss von Ginzkeys Roman.

## Ausgaben
- Jakobus und die Frauen. Eine Jugend. Staackmann, Leipzig 1908
- Jakobus und die Frauen. Elftes bis vierzehntes Tausend, L. Staackmann Verlag, Leipzig 1922
- Jakobus und die Frauen. Roman. Bellaria-Verlag, Wien 1947
- Jakobus und die Frauen. Roman. Das Bergland-Buch, Salzburg 1953
- Ausgewählte Werke in vier Bänden. Bd. 3 Romane. Kremayr & Scheriau, Wien 1960

## Belege
1. ↑  Sieglinde Klettenhammer: Georg Trakl in Zeitungen und Zeitschriften seiner Zeit: Kontext und Rezeption. Innsbrucker Beiträge zur Kulturwissenschaft. Germanistische Reihe 42, 1990, S. 29–30, ISBN 978-3-901064-01-2